# Alberto Soares de Araújo
Alberto Soares de Araújo, mais conhecido como Tulica, (Santo André, 22 de outubro de 1952 — Santo André, 21 de fevereiro de 2012), foi um futebolista brasileiro, que atuava como atacante.
Atuou com destaque na equipe do Santo André, sendo o maior artilheiro do Ramalhão, com 63 gols, somando suas 2 passagens pelo clube. É tido como um dos maiores ídolos pela torcida andreense.
Também é o maior artilheiro da história do Grêmio Mauaense, com 41 gols marcados.

## Carreira
Com faro de gol, foi descoberto na várzea de Utinga, em Santo André. Chamado para defender a cidade nos Jogos Abertos de Bauru, em 1970, sagrou-se campeão vencendo na final Santos, representada por jogadores do Peixe.
Com as boas apresentações, Tulica acertou com o Ramalhão para defender as categorias de base, mas não demorou muito para se profissionalizar.
O sucesso fez com que ele trocasse o Ramalhão pelo Santos, onde permaneceu por um ano.
Foi emprestado ao Atlético Carazinho-RS antes de continuar a história no Ramalhão.
Em 1974, foi vice-campeão da atual Série A-2 do Paulista e, em 1975, conquistou o título, sendo um dos principais jogadores daquele time.
Mas, como na época não havia acesso, o Santo André vendeu alguns jogadores e Tulica transferiu-se ao Atlético Goianense.
Ainda jogou no Vila Nova antes de defender o Fluminense, contratado por 2 milhões de cruzeiros em 1980, sem muito sucesso.
Acertou no início da década de 1980 com o Grêmio Mauaense, onde chegou a treinar o time principal. Atuando pela Locomotiva, Tulica também é o maior artilheiro da história da equipe, com 41 gols marcados.
Encerrou a carreira de jogador no Vila Nova, em 1982.
Após se aposentar, trabalhou nas categorias de base do Ramalhão e na sede social do clube.

## Títulos
Santo André
- Campeonato Paulista - Série A2: 1975

Vila Nova
- Campeonato Goiano: 1979[9]

Fluminense
- Campeonato Carioca: 1980

## Morte
Devido a má-cicatrização de um ferimento na perna esquerda, amputada na semana anterior, e agravado pelo diabetes auto, Tulica faleceu no Hospital Mario Covas, em Santo André, na noite de 21 de fevereiro de 2012. O corpo foi sepultado no dia seguinte, no Cemitério do Camilópolis, em Santo André.